# Gina Haspel
Gina Cheri Walker Haspel, nascuda Gina Cheri Walker (Ashland, Kentucky, 1 d'octubre de 1956) és una oficial dels serveis d'intel·ligència estatunidenca. És actualment, i d'ençà del 21 de maig del 2018, directora de l'Agència Central d'Intel·ligència dels Estats Units (CIA). Haspel, que fou nomenada pel president Trump com a directora de l'entitat, esdevingué aleshores la primera dona a ocupar aquest càrrec. Aquesta promoció, des de la seva posició anterior de directora adjunta, es degué a la dimissió del seu superior Mike Pompeo, que passà posteriorment a ser el Secretari d'Estat del govern de Trump.
El seu nomenament va suscitar llavors certa controvèrsia arran del seu rol el 2002 com a cap d'una presó secreta de la CIA a Tailàndia, en la qual els presoners varen patir tortures.